# بیرینجی بیله‌جیک
بیرینجی بیله‌جیک (به لاتین: Birinci Biləcik) یک منطقه مسکونی در جمهوری آذربایجان است، که در شهرستان شکی واقع شده است. بیرینجی بیله‌جیک ۱۳۹۹ نفر جمعیت دارد.